# Autorretrato (Chassériau)
Autorretrato, o Retrato del artista con redingote, es una pintura al óleo sobre lienzo del artista romántico francés Teodoro Chassériau, pintada en 1835 cuando el artista tenía 16 años. Se encuentra en el Museo del Louvre de París.

## Descripción y análisis
Uno de los pocos autorretratos que pintó Chassériau, Retrato del artista con redingote, lo muestra de pie y medio cuerpo mirando al frente pero con la vista dirigida hacia su izquierda, una mano oculta dentro de su redingote negro, un pequeño libro sostenido en la otra mano, descansando sobre el mantel rojo de la esquina de una mesita. El fondo lo ocupa una pared gris verdosa, sobre la cual cuelga una paleta de pintura en la esquina superior izquierda. La pose del pintor es elegante, y su mirada ha sido descrita como "asombrosamente joven y, al mismo tiempo, cansada". 
Aunque la pintura se ha comparado con prototipos clásicos y contemporáneos (retratos de Rafael, Bronzino, Tiziano e Ingres se han citado como inspiración), la pintura es consistente con una serie de retratos de miembros de la familia pintados por Chassériau en su juventud.  El retrato presenta de manera realista los rasgos poco atractivos de Chassériau, muy comentado durante su vida: Alice Ozy, más tarde su amante, se refirió a él como "el mono". En comparación, un autorretrato de 1838, también en el Louvre, parece más idealizado.